# Loretánská kaple

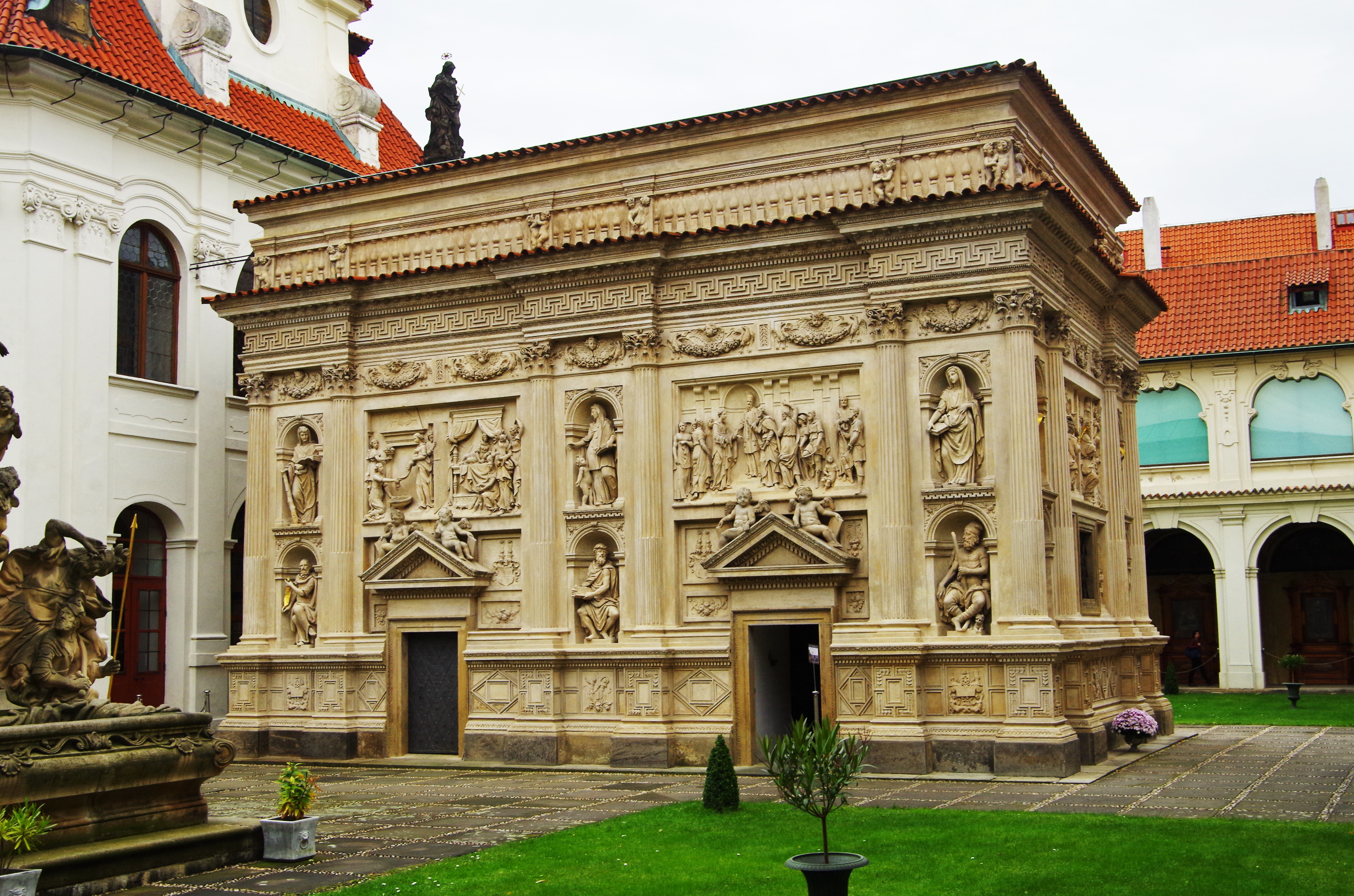
Loretánská kaple Panny Marie, součást Pražské Lorety

Loretánská kaple (loreta) je zvláštní typ kaple stylově napodobující Svatou chýši v Loretu, legendární obydlí Panny Marie, kde měl být z Ducha Svatého panensky počat Ježíš Kristus. Tyto kaple byly stavěny po celé Evropě především v 16. až 18. století jako jeden z projevů barokní zbožnosti.
Loreto se od 14. století stalo proslulým poutním místem, kde byly uloženy kameny, které pocházely z příbytku, který měla obývat Panna Marie v Nazaretu. Kameny se do Itálie dostaly patrně na konci 13. století (roku 1294), ale již od 14. století se šířila legenda o zázračném přenesení příbytku Panny Marie anděly. K Loretu se také pojily pověsti o zázračných uzdraveních a milostech přičítaných Černé Panně Marii Loretánské.

## Popis kaple (modelový)

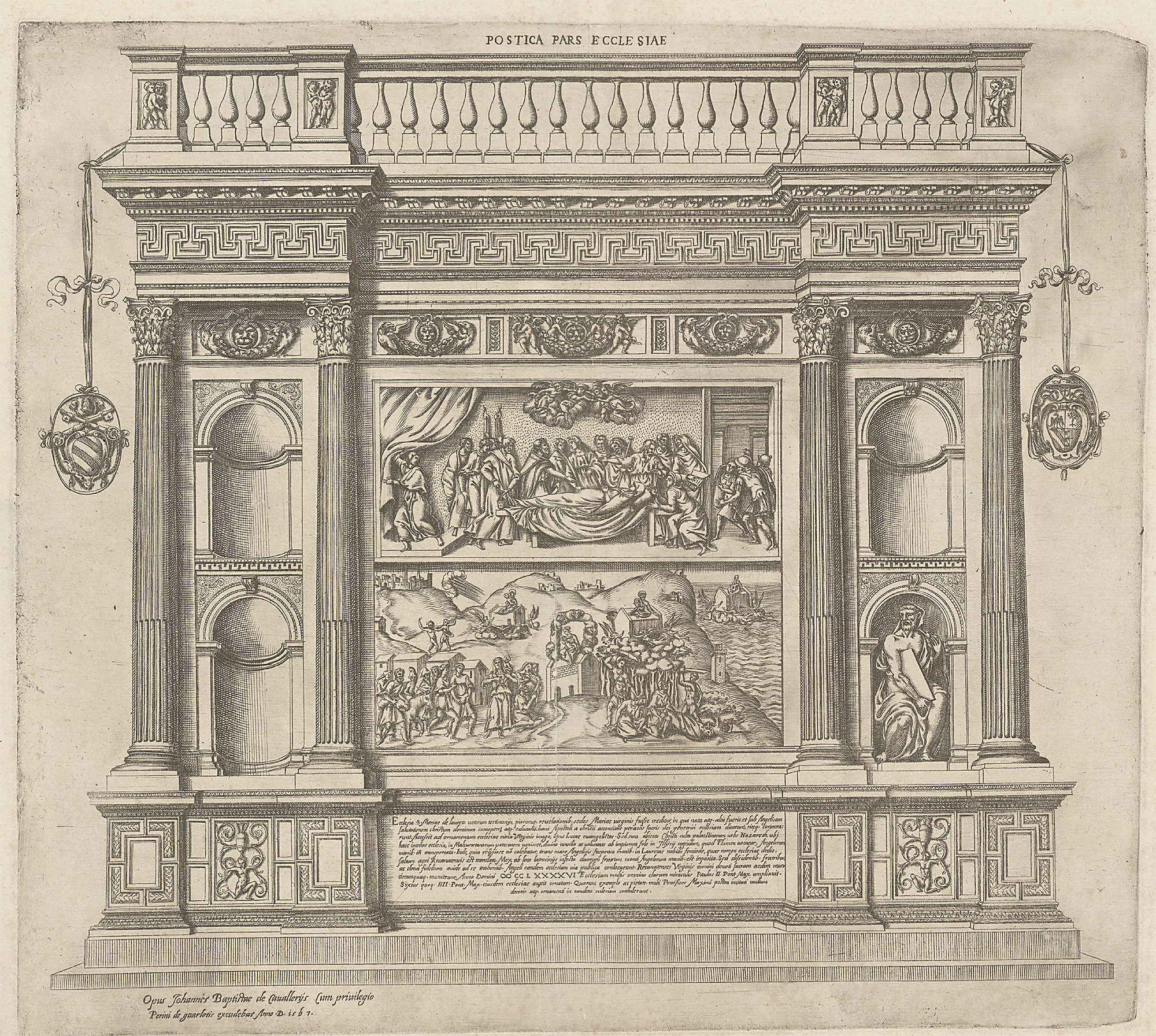
Renesanční rytina zadní strany Svaté chýše, která sloužila za vzor ostatním loretánským kaplím

Většina loret na českém území vychází z Bramanteho úpravy Svaté chýše v Loretu, tj. v čelní stěně je pouze malé okno, v podélných stěnách vedle sebe dva vchody. Vnější stěny bývají ozdobeny reliéfy s typickými výjevy z loretánské legendy. Množství loret ale zůstalo i bez výzdoby, pouze ve strohé podobě napodobujíc předbramantovskou úpravu Santy Casy v Loretu.
Kompozičně byly lorety umístěny u kostela, kde probíhaly mše pro větší množství poutníků, někdy přímo v prostorách kostela (Slaný, Brno). Většinou ale byly postaveny volně (často na návrších) a až jejich obliba jako poutního místa mohla vyvolat potřebu vytvořit kolem další budovy (nebo alespoň ambit). Protože vlastně všechny lorety do značné míry kopírují svůj originál v Loretu, byl zde tvůrčí prostor architekta či stavebníka značně omezen. Jejich vynalézavost se proto mnohem více uplatňovala právě při stavbě objektů v okolí samotné kaple, které spolu s ní tvořily jeden urbanistický celek.
Většina loret byla v souladu s Bramanteho úpravou vnitřně členěna do dvou nestejně velkých prostor, oddělených dřevěnou oltářní stěnou, strop byl řešen valenou klenbou. Vnitřní prostory jsou dle italského vzoru a v kontrastu se zdobenými vnějšími stěnami hrubé, často z různě odstíněných cihel, někdy je vidět zazděné kusy trámů. Výzdobu tvoří cyklus maleb se scénami ze života Panny Marie, které jsou úmyslně po ploše rozmístěny nepravidelně. Za oltářem je v oltářní stěně otvor, skrz který je průhled do druhé místnosti se soškou Černé Matky Boží Loretánské umístěné v nice. Tato napodobenina byla vystavena vedle originálu v Loretě a pak po zvláštním svolení papeže teprve dopravena do nové kaple. Její přenesení na své místo bylo obvykle velkou církevní událostí provázenou náboženským procesím. Soška je vyrobena ze dřeva cedrového, hruškového nebo lipového, její roucho modře a červeně polychromované a obličej v barvě černé až tmavě hnědé.
Některé kaple mají v určitém místě uměle vytvořenou trhlinu, kde jsou někdy i uvolněné cihly. Tato úprava odkazuje na legendu, podle které do Svaté chýše v Loretu uhodil blesk, ale místa na kterých byla namalována Panna Maria zůstala nepoškozena a to i přesto, že okolí bylo bleskem poškozeno.

## Loretánské kaple v Evropě
- Kostel Panny Marie Loretánské (Paříž)
- Kostel Zvěstování Páně (Bratislava)

## Loretánské kaple v českých zemích

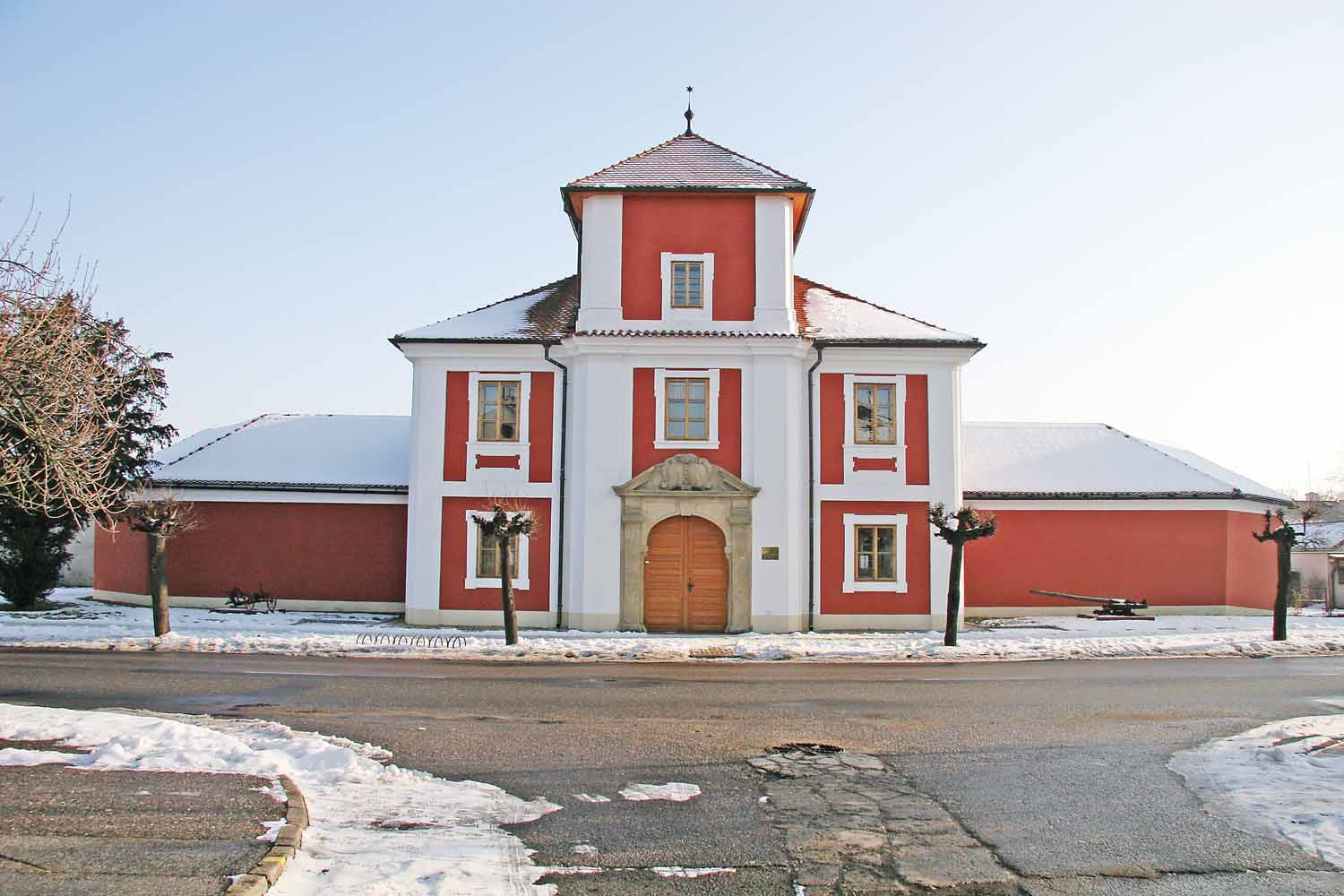
Loreta v Chlumci nad Cidlinou

První kaple v českých zemích vznikly po návštěvách italské Lorety českými šlechtici. V době pobělohorské se jejich zakládání do určité míry stalo výrazem snahy vytvořit poutní místa v rámci šíření mariánského kultu. Některé loretánské kaple také sloužily jako rodové pohřební kaple a byly s tímto záměrem již zbudovány, např. v Děčíně pro Thuny nebo v Teplicích pro rod Claryů.
Hlavními zakladateli loretánských kaplí byla šlechta a jezuité, mnohem řidčeji i měšťané. Církevní řády (minorité, františkáni, kapucíni) spíše zaopatřovali poutníky k loretám putující a zajišťovali pravidelné bohoslužby.
Aby bylo o kaple a poutníky k nim putující nějak postaráno, vznikly u některých z nich kapituly nebo byly kaple stavěny v blízkosti klášterů. O méně významné lorety se starali kaplané, žijící v její blízkosti. Při loretách dále mohlo vzniknout mariánské bratrstvo.
Poutníci a návštěvníci lorety přinášeli sošce dárky buď jako poděkování za splněnou prosbu nebo jako doprovod takové prosby nebo i pouze jako důkaz své víry. Některé lorety získaly vlivem takovýchto i cenných darů značně velké poklady, pro které musela být vystavena zvláštní pokladnice. Většina jich zmizela v době napoleonských válek, kdy byly použity pro posílení státních financí.
Množství loretánských kaplí bylo zbořeno v době Josefa II., některé byly rušeny a posléze zase obnoveny. Další kaple zanikly během 19. století, kdy upadal loretánský kult, a ve 20. století.

### Svatyně s loretánskou soškou
Vliv loretánského kultu se neomezoval pouze na stavbu loretánských kaplí. Panně Marii Loretánské mohly být zasvěceny i kostely (např. v Roudnici nebo na Vyšehradě), nebo byly kostelní kaple upraveny, aby připomínaly Svatou chýši, např. v kostele sv. Kříže ve Znojmě. V některých kostelích stála na oltáři soška Panny Marie Loretánské, mluví se o tzv. loretánských oltářích (děkanský kostel v Žamberku), soška sem někdy mohla být i přenesena ze zbořených loretánských kaplí.

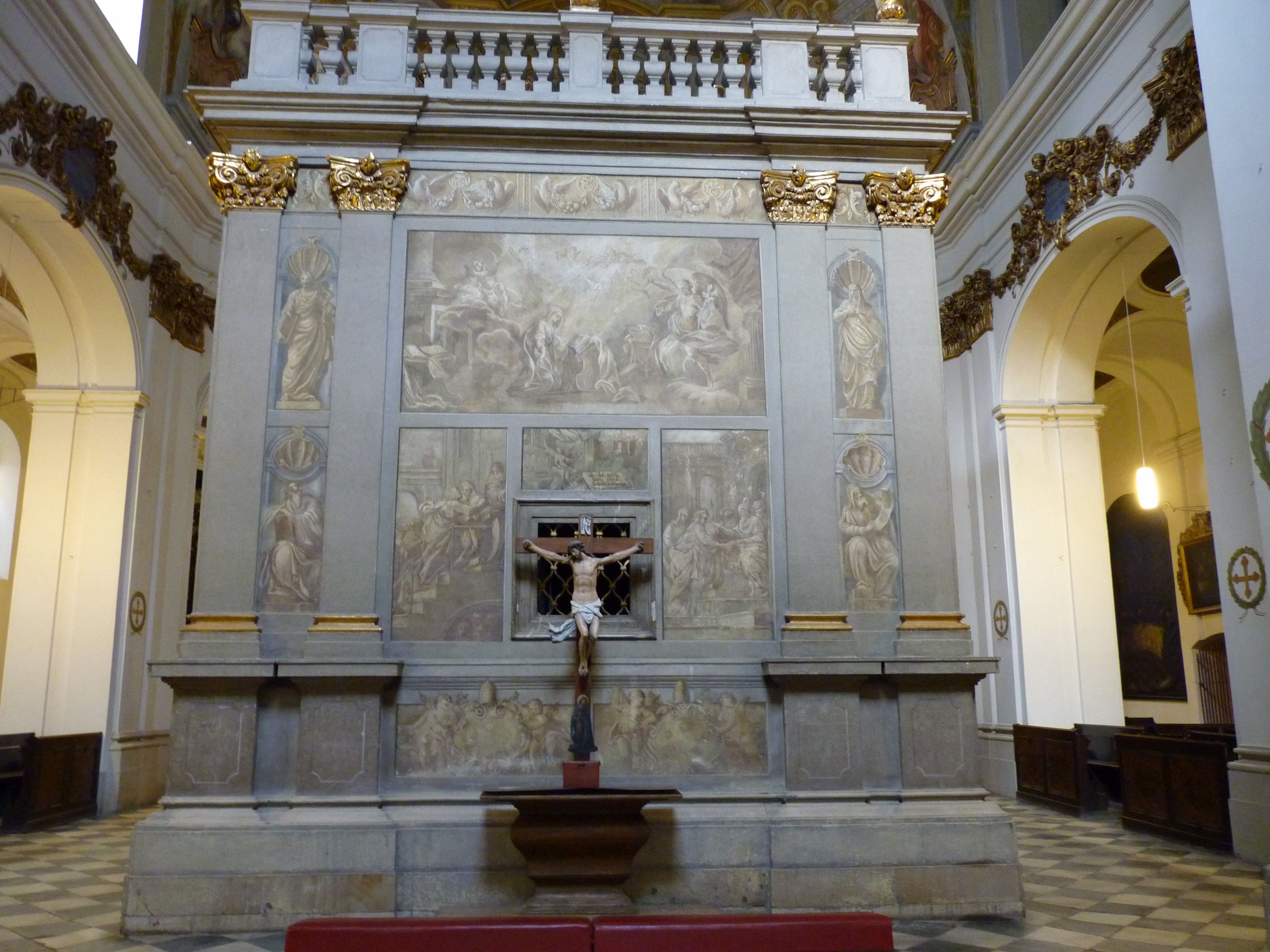
Loretánská kaple v brněnském minoritského komplexu